# Betty Dia
 (janvier 2021).
Pour les articles homonymes, voir Dia.
Betty Dia est une actrice sénégalaise,,,.

## Biographie
Betty Dia est née d'un père est d'une mère  sénégalais de son vrai nom Betty Diarri Dia elle est une actrice et mannequin sénégalaise.

## Séries notables
Betty Dia s'est révélée au grand public grâce à la série sénégalaise Pod et Marichou,. Dans cette série entièrement en wolof, La vie de deux jeunes sénégalais est passée à la loupe. En effet, Pod et Marichou se marient à la suite d'un coup de foudre. Ils vivent le bonheur jusqu'à ce que leur passé respectif les rattrape. Pod et Marichou est une série qui parle, au-delà de l'amour, des faits de sociétés  tels que la polygamie, le viol, la corruption, le maraboutage. Dans cette série, Betty Dia joue le personnage Betty, une belle femme,,  libre, libérée sexuellement et indépendante dans une société sénégalaise patriarcale,,,.
Elle est aussi actrice dans la série Infidèles, produite par la maison de production EvenProd. Il y incarne une animatrice d'émission télévisée dont les thèmes sont liés aux astuces et séductions de la femme.